# August Wörle
August Georg Wörle (né le 3 août 1860 à Oettingen et mort le 19 janvier 1920 à Augsbourg) est professeur et député du Reichstag.

## Biographie
Wörle étudie à l'école primaire et l'école latine à Nördlingen, l'école préparatoire à Wallerstein et le séminaire des enseignants à Lauingen. Ensuite, il est professeur assistant à Mertingen et Krumbach, administrateur à Unterelchingen et Pfersee (1881) et enseignant au primaire à Pfersee depuis 1885. Il détient le titre d'enseignant principal depuis 1901. Il est membre de la chambre des députés de Bavière (de) depuis 1893, 3e secrétaire depuis 1904 et 1er secrétaire de 1905 à 1911. Il est le représentant municipal depuis 1911 et membre de la commission scolaire publique depuis 1906. De 1898 à 1903 et de 1912 à 1918, il est député du Reichstag pour la 1re circonscription de Souabe (Augsbourg, Wertingen (de)) avec le Zentrum.

## Récompenses
- Chevalier de l'ordre papal de Saint-Grégoire
- Médaille pontificale du mérite Benemerenti
- Ordre du mérite de Saint Michel de 4e classe avec une couronne